# Between Love and the Law
Between Love and the Law è un cortometraggio muto del 1912 diretto da Marshall Stedman.

## Produzione
Il film fu prodotto dalla Selig Polyscope Company.

## Distribuzione
Distribuito dalla General Film Company, il film - un cortometraggio di una bobina - uscì nelle sale cinematografiche statunitensi il 12 novembre 1912.